# Владислав-Юрій Халецький
Владислав-Юрій Халецький (30 травня 1606 — 4 лютого 1668) — державний і військовий діяч, урядник, дипломат Речі Посполитої.

## Життєпис
Походив з українсько-білоруського шляхетського роду Халецьких власного гербу. Онук дипломата Йосипа Халецького. Другий син Яна Халецького, мечника великого литовського, та Ганни Веселовської (доньки Петра Веселовського, маршалка великого литовського). Народився 1606 році в Ваганові (Берестейське воєводство).
У 1610 році втратив батька. Виховувався дядьком чи дідом по матері новогрудським каштеляном Василем Копцем. При поділі спадщини зі старшим братом Єронімом Казимиром отримав місто Хальч. У 1619—1621 роках навчався в школі в Пултуську.
З 1625 року розпочав кар'єру професійного військового — спочатку у кварцяному війську, потім — у гусарській хоругві. У 1625 і 1630 роках у складі військ польного гетьмана Станіслава Конецпольского брав участь у придушенні козацьких повстань Марка Жмайла і Тараса Федоровича. У 1626—1629 роках під проводом Конецпольского діяв в Королівській Пруссії під час війни зі Швецією.
Потім зайнявся переважно родинними справами, осів у Хальчі, понад 10 разів обирався депутатом на сейми Речі Посполитої. 1634 року оженився на представниці польського шляхетського роду Стравинських. Вінчання здійснив унійний митрополит київський Йосиф Рутський.
1648 року був делегатом на елекційному сеймі, де підтримав кандидатуру Яна Казимира Вази. 1649 року обирається маршалком Литовського Трибуналу.
Повернувся до активної військової діяльності з початком національно-визвольної війни українського народу. Владислав-Юрій Халецький діяв у Білорусі та на Поліссі. 1651 року брав участь у битві під Берестечком.
З 1653 року брав участь у походах проти московитів, шведів та українців, дослужившись до полковника гусар. Відзначився у боях під Любечем, Шкловом, Шепелевичами, Бобруйськом. 1655 року отримав мозирське староство. Водночас Халецький перевіз фамільний архів до Бихова, але той загинув у грудні 1655 року під час взяття Бихівської фортеці українськими козаками на чолі із Іваном Золоторенком. Того ж року після захоплення московськими військами Вільна і перехід на бік шведів польного гетьмана литовського Януша Радзивілла залишився вірним королю. Відступив на Підляшшя, де став поручником гусарської хоругви Павла Сапіги. Приєднався до Тишовецької конфедерації. В квітні 1656 року отримав посаду стражника великого литовського, а вже наприкінці місяця здобув мозирське війтівство.
У 1656—1658 роках брав участь у війні зі Швецією, відзначившись у 3-денній битві за Варшаву 1656 року, при взятті Тикоціна 1657 року, поході князя Олександра Гілярія Полубенського до Пруссії й Курляндії. 1659 року разом з Самуїлом Кміціцем вів перемовини з Богуславом Радзивіллом.
У 1659 році отримав містечко Молчадзь і села Міцкевичі, Савчевичі, Борки у Слонімському повіті Новогрудського воєводства, яке 1661 року король і сейм затвердили за ним пожиттєво.
1660 року передає маєтності Мозирського староства синові Казимиру. Того ж року відзначився у битві під Полонкою, де московським військам завдано поразки. Був депутатом від речицького повіту на сеймі 1666 року. Помер 1668 року. Похований у бернардинському монастирі Несвіжу.

## Родина
Дружина — Христина Стравинська.
Діти:
- Кароль Казимир (1635—1696), мозирський староста
- Криштоф (д/н—1655)
- Богуслав (д/н—1674), річицький підкоморій
- Болеслав Александр (д/н—після 1670)